# Palmeirópolis
Palmeirópolis é um município brasileiro do estado do Tocantins. Sua população, conforme estimativas do IBGE de 2024, era de 7 119  habitantes.

## História
As origens remotas de Palmeirópolis datam de 1922, com a instalação da Fazenda Itabaiana, então de propriedade de João Polidorio. No início da década de 60 teve início o povoado de Palmeiras, município de Paranã, nome dado ao lugar devido aos coqueirais de babaçu existentes em abundância na região.
Pela Lei Estadual nº 7.471, de 2 de dezembro de 1971, o povoado de Palmeiras foi elevado à condição de Distrito de Paranã.
Finalmente, pela Lei nº 8.850 em 10 de junho de 1.980, o Distrito foi emancipado com o nome de Palmeirópolis.
O município, chegou a ser um dos maiores produtores de grãos do Estado de Goiás, mas sofreu um sério revés econômico com a criação do Estado do Tocantins, pois, com a divisão territorial, ficou fora da área de influência da capital do novel estado, e isolada geograficamente de Palmas.
O comércio local é expressivo e, mesmo após a divisão do Estado, continuou tendo como principais centros de abastecimento as cidades de Anápolis e Goiânia, no estado Goiás, devido à logística e às facilidades de acesso.
A partir do início deste século, vem experimentando um gradual processo de retomada do desenvolvimento, que teve início com a construção do linhão do sistema energético Furnas-Tucurui, seguida da pavimentação asfáltica da rodovia TO-498, que liga ao Estado de Goiás, o que deu uma alavancagem na economia da região.
Posteriormente, veio a construção da Usina Hidrelétrica de São Salvador, no Rio Maranhão, que teve em Palmeirópolis o seu principal ponto de apoio logístico, o que motivou grande aumento do número de trabalhadores em circulação na cidade, propiciando o incremento do comércio e da economia do lugar, cujos reflexos positivos continuaram após a conclusão da obra.
A UHE de São Salvador formou um grande lago no Rio Maranhão, banhando extensa área do município de Palmeirópolis, o que propiciou o incremento da piscicultura e do turismo na região.
A cidade conta com uma razoável rede hoteleira, dispõe de boa infraestrutura  urbana e tem uma logística considerável, com vias de acesso asfaltadas para Palmas, para o Estado de Goiás e para o Nordeste do Brasil.

## Geografia
O Município está localizado na Região Norte do Brasil, ao Sul do estado do Tocantins mais especificamente no Paralelo 13. Situa-se a uma latitude 13º02'38" sul e a uma longitude 48º24'08" oeste, estando a uma altitude de 438 metros do nível do mar.
O bioma é o cerrado, na sua maioria agricultável e de solo fértil. A bacia hidrográfica do município tem como principais cursos d'água o Rio Maranhão (afluente do Rio Tocantins) e os ribeirões Mucambão, Limoeiro, Cocalinho, Mucambinho, Córrego do Mato, Mutum, Grotão e Piabanha, entre ouros menores.
Geologicamente o município está inserido em uma das regiões mais complexas da Plataforma Sul-Americana e apresenta todos os eventos geotectônicos com unidades litoestratigráficas de idades extremamente variáveis, sendo que a mais importante delas é a Sequência Vulcano-Sedimentar de Palmeirópolis (SVSP), onde está localizado um dos maiores depósitos vulcanogênicos de minério de cobre do Brasil, com ouro e prata associados. O relevo do Município é caracterizado por terrenos pouco acidentados, com cotas variando em torno de 400m, destacando-se os Morrinhos e o Morro Preto ou Curruá, com altitudes pouco superiores a 500m e o Morro Solto, que se sobressai expressivamente no centro do Município, com altitude superior a 700m, além do espigão da Serra Dourada, na divisa com o Estado de Goiás, com cota superior a 1000m.

## Economia
Palmeirópolis é uma cidade polo da Micro-região do Sul do Estado do Tocantins, com destacada relevância econômica na região, tem um comércio local expressivo, com diversos supermercados, variados estabelecimentos comerciais, hotéis, restaurantes, cerâmicas, movelarias, agência do Correio, duas agências bancárias (Banco do Brasil e Bradesco), concessionárias de veículos, postos de combustível, agência lotérica, colégios estaduais, campus universitário avançado, hospital público, cartórios, delegacia de polícia, destacamento da Polícia Militar, fórum e prefeitura. As terras do município são férteis, há um numeroso rebanho bovino de gado de corte e de produção de leite, a agricultura está voltada para a produção de soja, arroz, milho, banana, melão e abóbora, dentre outros.
Conta com extensas áreas plantadas de seringueiras, colocando o município como potencial maior produtor de látex do Estado do Tocantins, e um dos maiores do país.
Palmeirópolis tem grande potencial de mineração, possuindo reservas de zinco, chumbo e cobre, além de calcário e outros minérios. Estudos encomendados pelo Ministério de Minas e Energia (MME) concluíram que a cidade conta com um dos maiores depósitos vulcanogênicos de minério de cobre do Brasil, com ouro e prata associados.

## Palmeiropolitanos ilustres
- Henrique & Juliano - Dupla sertaneja
- Janad Valcari - Política